# Sitzstatue des Tepemanch
| D1 | G17 | S34 |

| D1 | G17 | S34 |

 Sie befindet sich heute im Roemer- und Pelizaeus-Museum Hildesheim (Inventarnummer PM 12).
Tepemanch war Hofbeamter und führte die Titel „Beauftragter der königlichen Angelegenheiten am Königshof“, „Reinigungspriester“, „Untervorsteher des Begleiters des Königshofs“, „Vorsteher der beiden ‚Arbeitsareale‘ des Königshofs“, „Vorsteher der königlichen Gehilfen“, „Beamter am Hof“ und galt als „Gottesdiener“ des verstorbenen Königs Cheops. Die Titel, die Tepemanch führte, weisen ihn also auch als Angestellten im königlichen Totenkult aus, der zuständig war für den täglichen Kultbetrieb. Demzufolge erlaubte ihm seine Stellung, sich im westlichen Teil des großen westlich der Cheopspyramide gelegenen Beamtenfriedhofes, der bis in die 4. Dynastie zurückreicht, ein eigenes Grab anzulegen.

## Fundort
Die Statue wurde 1905 während der deutschen Grabung unter Leitung von Georg Möller und unter Schirmherrschaft von Georg Steindorff in der Ziegel-Mastaba des Tepemanch auf dem Westfriedhof in Gizeh ausgegraben (D 20). Sie befand sich am Südende des Korridors vor der Opferkammer im Süd-Serdab und nicht im Serdab des Kernbaus. Obwohl der Serdab bereits in antiker Zeit aufgebrochen worden war, befand sich dennoch die Statue darin, wenn auch nicht in der ursprünglichen Position. Sie lag an der linken Seite an der Nordwestecke des Serdabs angelehnt. Da diese Sitzstatue nicht im Serdab des Kernbaus gefunden wurde, sondern im Süd-Serdab des später angebauten Korridors entdeckt wurde, ist es möglich, dass es sich bei der Sitzstatue um den Sohn des Tepemanch mit gleichem Namen handelt.  Auch die beiden Scheintüren von der Westwand der Kultkammer, die zwar ähnlich aufgebaut sind, jedoch unterschiedliche Titel zeigen, könnten darauf hinweisen, dass die Türen zwei Personen, Tepemanch Vater und Tepemanch Sohn gehören. Da die Sitzstatue des Tepemanch keine Beschriftung trägt, ist sie nicht eindeutig dem Vater oder dem Sohn zuzuweisen. Fest steht jedoch, dass der Grabbau des Tepemanch eine der stattlichsten und interessantesten Anlagen auf dem deutschen Ausgrabungsgebiet ist.

## Darstellung
Die Sitzstatue hat eine Höhe von 45,8 cm, eine Breite von 16,2 cm und eine Tiefe von 27,8 cm. Diese Statue ist ein typisches Beispiel für die Art Sitzfigur, die zumindest seit der 2. Dynastie zum kanonischen Darstellungsrepertoire der ägyptischen Rundplastik gehört. Während ältere Beispiele meist mit einer Rückenplatte versehen sind, ist diese frei gearbeitet. Die Tracht des Tepemanch entspricht jener der meisten Grabstatuen dieser Zeit. Tepemanch trägt eine kurze gleichmäßige umlaufende und die Ohren bedeckende Löckchenperücke und einen knielangen Galaschurz mit plissiertem Überschlag auf der rechten Seite, dessen quer gefälteltes Ende durch den Gürtel gesteckt ist. Sein Gesicht wirkt rundlich, die Brauen und Lider sind besonders hervorgehoben. Seine Wangenfalten verleihen ihm ein lebendiges Aussehen. Er sitzt auf einem kubischen Sockel, seine Füße ruhen auf einer vorn abgerundeten Basisplatte. Auch die Arm- und Handhaltung sind harmonisch, wenn auch der linke Unterarm leicht verdreht wirkt. Nach unterschiedlichen Vorstufen setzt sich seit König Chephren durch, die linke Hand flach auf den Oberschenkel zu legen, während die rechte Hand mit aufgestellter Faust auf dem Knie ruht. Die Ausformung des Oberkörpers wie auch der Beine wirkt zwar durchmodelliert, ist aber in ihrer überdeutlichen Angabe von Muskeln und Schulterblättern etwas grobknochig geraten.